# Marjorie (песня)
«Marjorie» (с англ. — «Марджори»; стилизовано строчными буквами) — песня американской певицы Тейлор Свифт. Вышла 11 декабря 2020 года на лейбле Republic Records в качестве тринадцатого трека девятого студийного альбома Evermore. Посвящена бабушке Свифт оперной певице Марджори Моленкомп Финли (1928—2003), голос которой также звучит в треке.
После выхода альбома Evermore песня «Marjorie» получила широкое признание критиков, которые похвалили ее за эмоциональность, лиричность и продюсирование. Многие критики назвали эту песню одним из самых ярких моментов альбома Evermore и отнесли ее к числу самых пронзительных песен Свифт. Песня «Marjorie» достигла 16 места в чарте Billboard Hot Rock & Alternative Songs и вошла в другие чарты по всему миру. Свифт включила песню в сет-лист тура Eras Tour (2023—2024).

## История

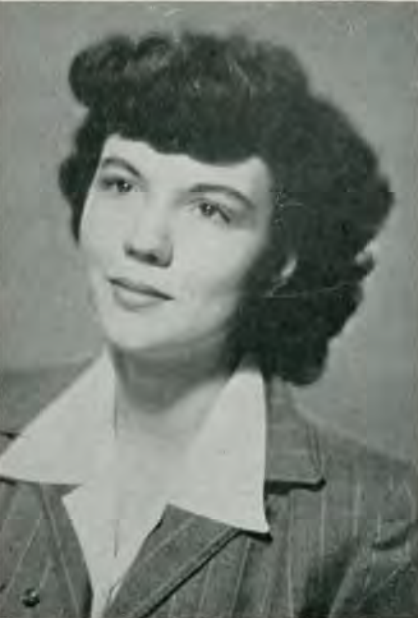
Марджори Финли, бабушка Тейлор Свифт по материнской линии, фото 1949 года

Перед выпуском альбома Свифт упомянула, что одна из песен была о её бабушке по материнской линии. Песня и её лирическое видео были выпущены 11 декабря 2020 года в качестве тринадцатого трека на девятом студийном альбоме Свифт Evermore. Песня — дань уважения её бабушке по материнской линии, Марджори Финли, которая родилась 5 октября 1928 года в Мемфисе, штат Теннесси, и умерла 1 июня 2003 года в Рединге, штат Пенсильвания. Финли вдохновила Свифт и направила её по линии музыкальной карьеры.

## Отзывы
Энни Залески из издания The A.V. Club похвалила «Marjorie» за душераздирающую лирику и продакшн и назвала её одной из лучших песен Свифт на сегодняшний день. Ханна Милреа из журнала NME считает, что песня весьма эффектно изображает печаль и сложное чувство вины, связанное с ним. Мэдлин Кроун из American Songwriter высоко оценила возвышенную лирику, отдающую дань уважения Финли, и живые образы, которые она вызывает. Она нашла его финал неземным, чему способствовал оперный вокал Финли. Маура Джонстон, пишущая для журнала Entertainment Weekly, считает, что жужжащие синтезаторы, струнные и «трепещущее» сопрано Финли оживляют эмоциональный вокал Свифта. Крис Уиллман из Variety утверждал, что «Marjorie» «оставит сухие глаза только в домах, которые никогда не знали смерти».
Эллен Джонсон из Paste оценила эту песню как одну из лучших песен Свифт за всё время и написала, что её «с трудом добытая мудрость» в песне делает её наиболее представительным треком из того, что есть на Evermore — «мирно интимной пластинки». В своем обзоре альбома Evermore, Патрик Райан из USA Today назвал «Marjorie» душераздирающим посвящением. Клэр Шаффер из журнала Rolling Stone назвала «Marjorie» центральным элементом и главным украшением альбома Evermore — «блестящим и огромным произведением искусства, мгновенно ставшим классикой Свифт», и сравнила его с синглом Свифт 2012 года «Ronan», признавая мастерство певицы в сочинении песен. Шаффер добавила, что она и не могла придумать другую песню, которая «так точно отражает отложенную трагедию потери любимого человека, когда вы слишком молоды, чтобы видеть их ценность».
Стивен Эрлвин из AllMusic считает, что Evermore достигает своего апогея на «Marjorie», где «тонко меняющаяся аранжировка — скорее электронная, чем акустическая» подчеркивает печаль Свифт, а не усиливает её. Том Брейхан из Stereogum прокомментировал, что Свифт говорит в «Marjorie» о потери и сожалении о том, что «вы действительно можете почувствовать только тогда, когда кто-то умирает». Джон Парелес из газеты The New York Times высоко оценил инструментальную композицию песни — блестящую электронную продукцию, обогащенную тонкими струнными пиццикато. Панч Ливанаг из Manila Bulletin назвал песню «красивой эмоциональной балладой».

## Музыкальное видео
11 декабря 2020 года вместе с песней вышло и музыкальное лирик-видео. Видео включает старые фотографии и видеоклипы с участием Марджори Финли. В одной из сцен она в платье в стиле первой леди США Джеки О (Жаклин Кеннеди) садится в самолет. Она также исследует руины и играет на пианино вместе со Свифт.
11 декабря 2020 года вместе с песней было выпущено лирик-видео, включающее фотографии и видеоклипы Финлей. В одной из сцен она находится в колониальном бунгало в Сингапуре (где семья Финлей жила около 10 лет в 1960-х годах), садится в автомобиль Ford Galaxie, номерной знак которого виден, и у него характерный сингапурский номер. В другой сцене она одета в платье в стиле Джеки О (Жаклин Кеннеди) во время посадки в самолет. Ее также можно увидеть исследующей руины и играющей на пианино вместе со Свифтом.

## Живые выступления

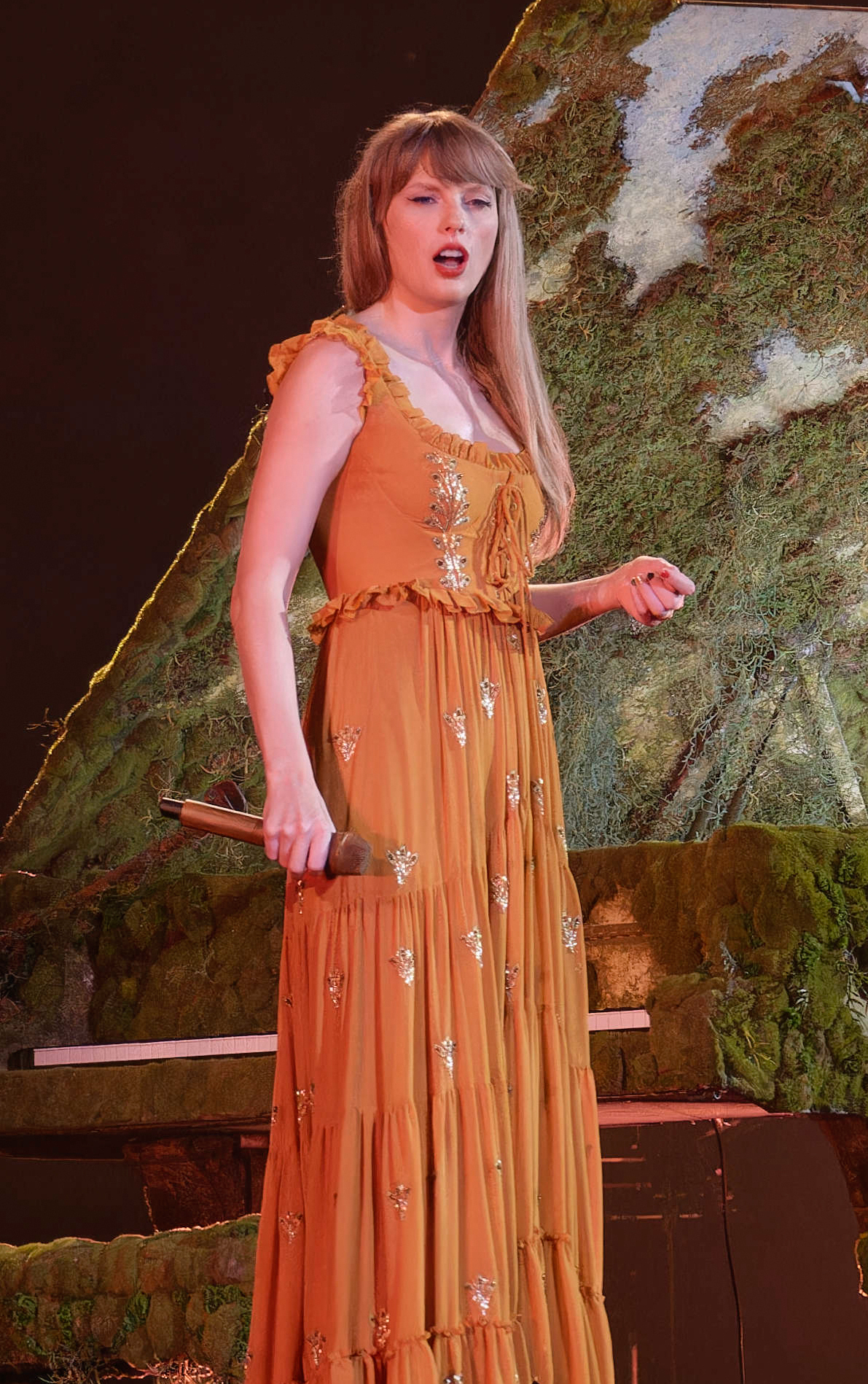
Свифт исполняет песню «Marjorie» во время тура Eras Tour

Свифт включила песню «Marjorie» в сет-лист своего тура Eras Tour. Чтобы почтить память Финли, фанаты включали фонарики на своих мобильных телефонах, пока Свифт пела песню. Свифт была так тронута, что разрыдалась, поблагодарив своих поклонников. «Как вы собираетесь пойти и сделать это со мной в песне о моей бабушке, которая скончалась? У меня просто колени затряслись, искренне, физически… Я физически почувствовала их. Это было так прекрасно с вашей стороны», — сказала Свифт после исполнения песни.

## Чарты
| Чарт (2020)                                  | Высшая позиция |
| -------------------------------------------- | -------------- |
| Австралия (ARIA)                             | 57             |
| Канада (Billboard Canadian Hot 100)          | 48             |
| Мир (Billboard Global 200)                   | 66             |
| Великобритания (OCC UK Audio Streaming)      | 94             |
| США (Billboard Hot 100)                      | 75             |
| США (Billboard Hot Rock & Alternative Songs) | 16             |
| США (Rolling Stone Top 100)                  | 56             |

## Сертификации
| Регион                                                                      | Сертификация | Продажи |
| --------------------------------------------------------------------------- | ------------ | ------- |
| Австралия (ARIA)                                                            | Платиновый   | 70 000  |
| Бразилия (ABPD)                                                             | Золотой      | 20 000  |
| Новая Зеландия (RMNZ)                                                       | Золотой      | 15 000  |
| Великобритания (BPI)                                                        | Серебряный   | 200 000 |
| Данные о продажах + прослушиваниях приведены только на основе сертификации. |              |         |